# تام کونلون
تام کونلون (انگلیسی: Tom Conlon؛ زادهٔ ۳ فوریهٔ ۱۹۹۶بازیکن فوتبال اهل بریتانیا است.
از باشگاه‌هایی که در آن بازی کرده‌است می‌توان به باشگاه فوتبال پیتربورو یونایتد و باشگاه فوتبال استیونج اشاره کرد.